# Готарз II (цар Парфії)
Готарз II (парф. Gōtarz) (38 — 39; 44 — 51) — цар царів Парфії з династії Аршакідів. Очолив Парфію по смерті батька Артабана.

## Правління 38-39 років
Прийшовши до влади, Готарз швидко викликав невдоволення шляхти непомірною жорстокістю. Останньою краплею стало вбивство рідного брата Артабана з дружиною та сином. Шляхта звернулася до іншого брата Готарза — Вардана, який посів трон вже на початку 39 р.
Готарз втік до північно-східних регіонів Парфії та зібравши нове військо, в тому ж році зробив спробу повернути собі трон. До кінця 39 р. перед вирішальною битвою у Бактрії, Готарз звернувся до брата Вардана з пропозицією об'єднати зусилля проти шляхти, яка намагалася усунути їх обох. Вардан пропозицію прийняв, Готарз залишився на північному сході, Вардан фактично правив усією Парфією.
Біля 43 р. Готарз, підбурений шляхтою, зробив нову спробу захопити владу. Але на цей раз Вардан вщент розбив Готарза та підкорив Парфії нові території на сході, до річки Сінд. Вардан залишив життя Готарзу й повернувся до західних кордонів «у сяйві слави».

## Правління 44-51 років
У 43/44 р. Вардана було вбито на полюванні за змовою Готарза та шляхти. Готарз повернувся до західних провінцій й почав правити одноосібно, поступово винищуючи родичів з Аршакідів. Монети Готарза, що билися у Селевкії, датовано 355 р. ери Селевкідів, тобто 43/44 р. Враховуючи той факт, що тим же роком за селевкідською ерою билися й монети Вардана, можна припустити, що Готарз посів трон наприкінці 43 р. чи на самому початку 44 р.
Але вже у 49 р. до Риму прибуло посольство, очолюване однім з найшляхетніших парфянських родів — Карена, яке звернулося до Клавдія з проханням відпустити сина Вонона Міхрдата до Парфії, для затвердження його на царство. На тлі суперечок навколо Вірменського царства будь-яка дестабілізація у Парфії задовільняла римлян. Тому римська влада відпустила Міхрдата та віддала наказ наміснику Сирії Гаю Кассію сприяти заколотникам у цій кампанії.
У 50 р. у вирішальній битві Готарз розбив військо заколотників, попередньо перекупивши деяких союзників Міхрдата. У цій битві загинув Карена, а власне Міхрдата незабаром було видано Готарзу, який залишив його живим, але наказав спотворити, обрізавши вуха. Вже у 51 р. Готарза було отруєно. Владу перебрав Вонон, який за часів Готарза був царем Мідії.